# 黄河鮈
黄河鮈（学名：Gobio huanghensis）为輻鰭魚綱鯉形目鲤科鮈屬的鱼类，是中国的特有物种。分布于黄河水系等，體長可達14.2公分。该物种的模式产地在甘肃兰州。

## 扩展阅读
維基物種上的相關：黄河鮈
- 黄河土著鱼类列表